# Border terrier
Il Border Terrier è una razza canina britannica riconosciuta dalla FCI (Standard N. 10, Gruppo 3, Sezione 1) che deve il suo nome alla regione tra la Scozia e l'Inghilterra.

## Storia
Questa razza, come quasi tutte le razze terrier, venne selezionata per la caccia in tana ai piccoli animali quali topi, tassi, volpi e piccoli roditori nella regione che divide geograficamente l'Inghilterra dalla Scozia (che corrisponde alle aree in cui l'imperatore Adriano fece costruire il famoso Vallo) chiamata "the borders". La razza fu selezionata nelle contee più meridionali della Scozia così come in quelle più settentrionali dell'Inghilterra. 
Il Border Terrier era ben conosciuto nella propria zona di selezione già dagli ultimi decenni del 1800, ma solo dopo il riconoscimento ufficiale da parte del Kennel Club inglese 1920) cominciò a diffondersi ben oltre i territori originari diventando una delle razze terrier più note in UK.